# London Film Critics' Circle
O London Film Critics' Circle (Traduzindo para Português: Círculo de Críticos de Cinema de Londres) (conhecida localmente como Film Section of the The Critics Circle; a palavra London foi acrescentada porque pensava-se que faltava sentido ao nome Film Critics Circle) é uma associação britânica de trabalho para os críticos fundada em 1913. 
Os primeiros críticos tornaram-se elegíveis para a adesão do Círculo em 1926. A secção tem agora mais de 120 membros oriundos de publicações, radiodifusão e comunicação social de todo o Reino Unido.
O Critics' Circle Film Awards foi instituído em 1980 e são atribuídos anualmente pela Film Section of the The Critics Circle. Também são conhecidos pela sigla ALFS.